# Großpriel
Großpriel ist eine der zehn Katastralgemeinden der Stadt Melk in Niederösterreich.

## Geografie
Das Dorf hat auf einer Fläche von 2,16 km² nur elf Häuser mit 67 Einwohnern (2005). Es liegt abseits der Donau südlich der Westautobahn in einem hügeligen Waldgebiet.

## Geschichte
Der Name Großpriel stammt von einheimischen Ritter Otto von Pru(o)lle und wurde das erste Mal im Jahre 1229 in einer Urkunde des Stift Melks erwähnt. Der Ort stand das gesamte Mittelalter über unter der Herrschaft Zelking. Nach der Abschaffung der grundherrlichen Obrigkeit im Zuge der Revolution 1848 entstanden nach dem in der ganzen Monarchie geltenden Provisorischen Gemeindegesetz vom 17. März 1849 moderne Ortsgemeinden. Die Gemeinde Großpriel erhielt somit Rechtspersönlichkeit. 1864 war aber Großpriel bereits der Ortsgemeinde Schrattenbruck, das heute auch zu Melk gehört, angegliedert.
Laut Adressbuch von Österreich waren im Jahr 1938 in Großpriel ein Gastwirt, ein Sattler und einige Landwirte ansässig.
Mit 1. Jänner 1968 schloss sich die Ortsgemeinde Schrattenbruck freiwillig mit der Ortsgemeinde Spielberg zur Gemeinde Spielberg-Schrattenbruck zusammen. Drei Jahre später, mit 1. Jänner 1971, wurde im Zuge der großen niederösterreichischen Gemeindereform die Gemeinde Spielberg mit der Gemeinde Melk zur heutigen Stadtgemeinde Melk zusammengelegt.
Im Jahr 2006 wurden römische Funde entdeckt. Diese führten zu Vermutungen, dass die bisher bekannte römische Siedlung Namare nicht – wie bislang angenommen – in Melk liegt, sondern dass die in Großpriel entdeckte Siedlung diesem römischen Ort entspricht.
Im September 2013 bekam der Ort große Aufmerksamkeit durch die Bluttat des Transportunternehmers und Wilderers Alois Huber. Dieser hatte in der Nacht vom 16. zum 17. September im Zuge eines Amoklaufs und einer Geiselnahme drei Polizisten und einen Sanitäter erschossen und sich danach in seinem Haus in Großpriel selbst getötet.